# Skrzyszewo
Skrzyszewo, Skryszewo (biał. Скрышава, Skryszawa; ros. Скрышево, Skryszewo) – wieś na Białorusi, w obwodzie grodzieńskim, w rejonie korelickim, w sielsowiecie Rajca.

## Historia
W XIX i w początkach XX w. położone było w Rosji, w guberni mińskiej, w powiecie nowogródzkim, w gminie Rajce.
W dwudziestoleciu międzywojennym leżało w Polsce, w województwie nowogródzkim, w powiecie nowogródzkim, w gminie Rajce. W 1921 miejscowość liczyła 289 mieszkańców, zamieszkałych w 58 budynkach, w tym 286 Białorusinów i 3 Polaków. 286 mieszkańców było wyznania prawosławnego i 3 rzymskokatolickiego.
Po II wojnie światowej w granicach Związku Sowieckiego. Od 1991 w niepodległej Białorusi.